# Arpavon
Cet article possède un paronyme, voir Arpajon.
Arpavon est une commune française située dans le département de la Drôme, en région Auvergne-Rhône-Alpes.

## Géographie

### Localisation
Arpavon est située à 15 km à l'est de Nyons.

### Relief et géologie
- Paysage tourmenté[1].

Sites particuliers :
- Col de Sierry
- Col des Sept Pommiers
- Col d'Onglon
- Combe Belle
- Combe Fournière
- l'Aiguillette (793 m)
- le Colombier (627 m)
- la Gardette (683 m)
- Rocher Roux (936 m)
- Serre Chapeau
- Serre de l'Adret
- Serre Notre-Dame

### Hydrographie
La commune est arrosée par les cours d'eau suivants :
- l'Ennuye
- Ravin de Charaye
- Ravin de Font Barrère
- Ravin de la Chaboite
- Ravin des Combes
- Ravin de Somme Longue
- Ruisseau de Goudon
- Ruisseau de l'Ubac
- Ruisseau des Saules

### Climat
Pour des articles plus généraux, voir Climat d'Auvergne-Rhône-Alpes et Climat de la Drôme.
En 2010, le climat de la commune est de type climat méditerranéen altéré, selon une étude du CNRS s'appuyant sur une série de données couvrant la période 1971-2000. En 2020, Météo-France publie une typologie des climats de la France métropolitaine dans laquelle la commune est exposée à un climat de montagne ou de marges de montagne et est dans la région climatique  Alpes du sud, caractérisée par une pluviométrie annuelle de 850 à 1 000 mm, minimale en été. 
Pour la période 1971-2000, la température annuelle moyenne est de 11,8 °C, avec une amplitude thermique annuelle de 16,7 °C. Le cumul annuel moyen de précipitations est de 918 mm, avec 7,1 jours de précipitations en janvier et 4 jours en juillet. Pour la période 1991-2020, la température moyenne annuelle observée sur la station météorologique de Météo-France la plus proche, sur la commune de Bésignan à 7 km à vol d'oiseau, est de 12,6 °C et le cumul annuel moyen de précipitations est de 783,1 mm,. Pour l'avenir, les paramètres climatiques de la commune estimés pour 2050 selon différents scénarios d'émission de gaz à effet de serre sont consultables sur un site dédié publié par Météo-France en novembre 2022.

## Urbanisme

### Typologie
Au 1er janvier 2024, Arpavon est catégorisée commune rurale à habitat très dispersé, selon la nouvelle grille communale de densité à 7 niveaux définie par l'Insee en 2022.
Elle est située hors unité urbaine et hors attraction des villes,.

### Occupation des sols
L'occupation des sols de la commune, telle qu'elle ressort de la base de données européenne d’occupation biophysique des sols Corine Land Cover (CLC), est marquée par l'importance des forêts et milieux semi-naturels (76,8 % en 2018), en diminution par rapport à 1990 (82,8 %). La répartition détaillée en 2018 est la suivante : milieux à végétation arbustive et/ou herbacée (63,7 %), zones agricoles hétérogènes (17,2 %), espaces ouverts, sans ou avec peu de végétation (6,6 %), forêts (6,5 %), prairies (4,6 %), cultures permanentes (1,4 %). L'évolution de l’occupation des sols de la commune et de ses infrastructures peut être observée sur les différentes représentations cartographiques du territoire : la carte de Cassini (XVIIIe siècle), la carte d'état-major (1820-1866) et les cartes ou photos aériennes de l'IGN pour la période actuelle (1950 à aujourd'hui).

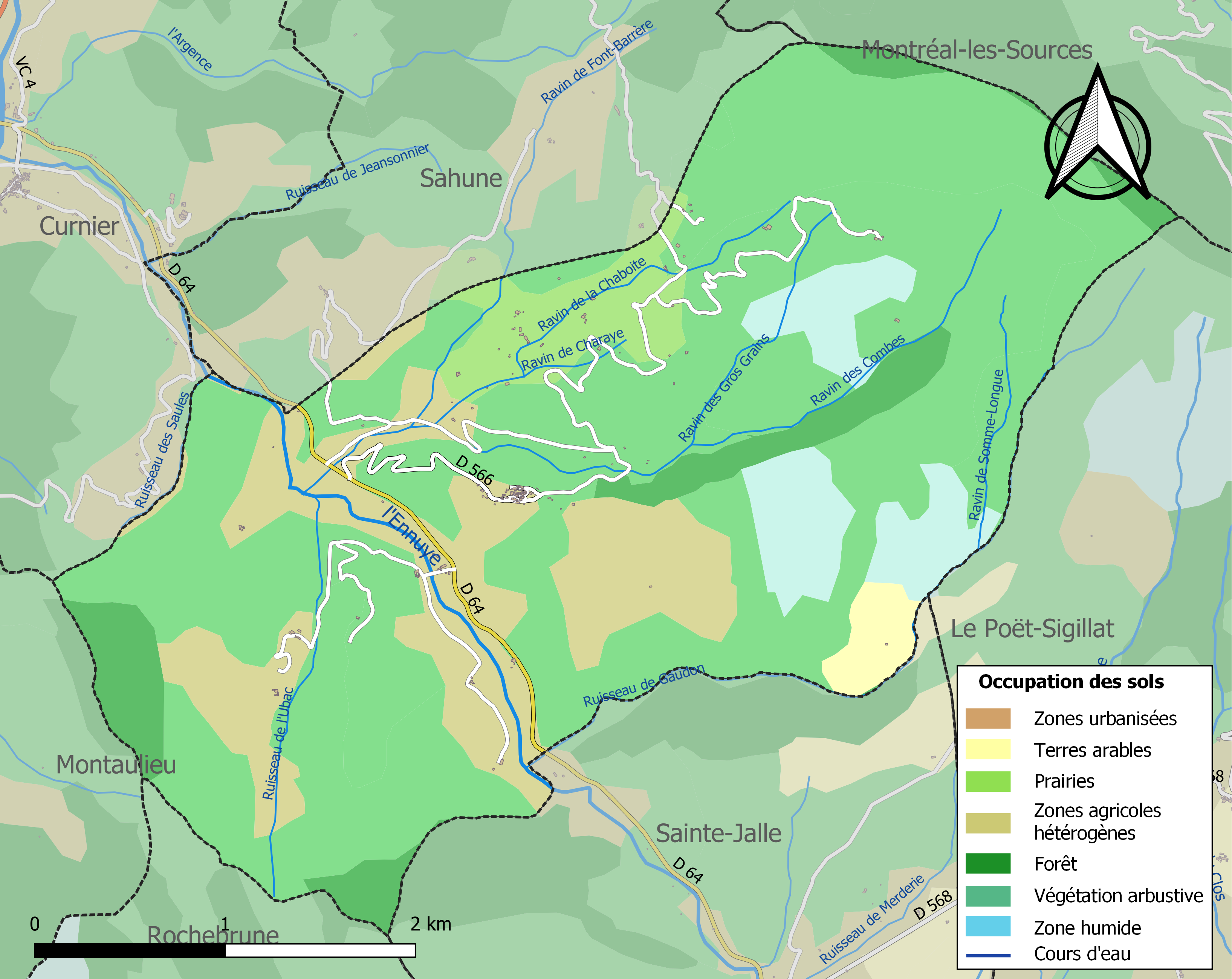
Carte des infrastructures et de l'occupation des sols de la commune en 2018 (CLC).

### Morphologie urbaine

#### Quartiers, hameaux et lieux-dits
Site Géoportail (carte IGN) :
- Ambertrave
- Bois d'Embrun
- Charaye
- Charrière Vieille
- Clos de Mésouilles
- Contrat
- Coullet
- Ferme de Gros Grains
- Ferme de la Ramière
- Ferme de Sauvie
- Fermes des Viarars
- Grande Javonière
- la Buisse
- la Charbonnière
- Langueron
- la Roche Pourrie
- le Devès
- le Grand Bois
- le Grand Ubac
- le Jas
- le Moulin
- le Paissier
- l'Escarbasse
- les Combes
- les Pignièses
- les Vergers
- Morimian
- Mussane
- Notre-Dame de Consolation
- Pierrefeu
- Plan d'Aubres

Anciens quartiers, hameaux et lieux-dits :
- Ambertrave est un quartier attesté en 1891. Il était dénommé le Plan des Bertrands en 1615 (terrier du roi)[14].

### Voies de communication et transports
La commune est desservie par les routes départementales D 64 et D 566.
La gare SNCF la plus proche se trouve à Montélimar.

## Toponymie

### Attestations
Dictionnaire topographique du département de la Drôme.
- 1216 : castrum Arpaonis (inventaire Morin-Ponce, I, 410) / étudié par Ernest Nègre[16].
- 1231 : castrum de Arpoun (inventaire des dauphins, 240).
- 1293 : castrum de Arpaone (Valbonnais, I, 35).
- 1293 : castrum de Arpeione (inventaire des dauphins, 221).
- 1340 : castrum de Alpaone (choix de documents, 64).
- 1378 : Arpahonum (archives de la Drôme, E 1239).
- 1388 : dominus Arpouni (choix de documents, 215).
- 1400 : Arpaon (choix de documents, 235).
- 1891 : Arpavon, commune du canton de Nyons.

### Étymologie
Le toponyme dériverait peut-être du latin Arpao « paon »[réf. nécessaire].

## Histoire

### Du Moyen Âge à la Révolution
Arpavon est un village médiéval fortifié, perché dans un but défensif.
La seigneurie :
- Au point de vue féodal, la terre (ou seigneurie) était du fief des barons de Mévouillon.
- Possession des Agoult.
- 1242 : possession des Ancezune.
- 1336 : la terre est donnée aux dauphins.
- 1341 : elle est vendue aux princes d'Orange.
- 1378 : repris par les dauphins.
- Possession des Saluces.
- 1457 : elle est donnée aux Gruel.
- 1486 : vendue aux Eschaffin.
- 1499 : vendue aux Thollon de Sainte-Jalle (par achat) qui s'éteignent vers 1638.
- Vers 1638 : retour au domaine delphinal.
- 1638 : vendue aux Pingré.
- XVIIIe siècle : le territoire est coupé en deux.
  - Une part passe (par héritage) aux Simiane. Ils vendent leur part aux Jullien en 1765.
  - l'autre part passe (par héritage) aux Cheisolme de Crombis, derniers seigneurs.

1330 (démographie) : 78 maisons.
Avant 1790, Arpavon était une communauté de l'élection de Montélimar, subdélégation et bailliage du Buis.

Elle formait une paroisse du diocèse de Sisteron. Son église, dédiée à saint Étienne, était celle d'un prieuré de l'ordre de Saint-Benoît, qui, dépendant premièrement de l'abbaye de Bodon, puis du prieuré de Saint-May (voir Rémuzat), fut enfin uni à la cathédrale de Sisteron, dont le chapitre était, de ce chef, collateur de la cure et décimateur dans la paroisse d'Arpavon.

### De la Révolution à nos jours
En 1790, la commune est comprise dans le canton de Sainte-Jalle. La réorganisation de l'an VIII (1799-1800) l'attribue à celui de Nyons.

## Politique et administration

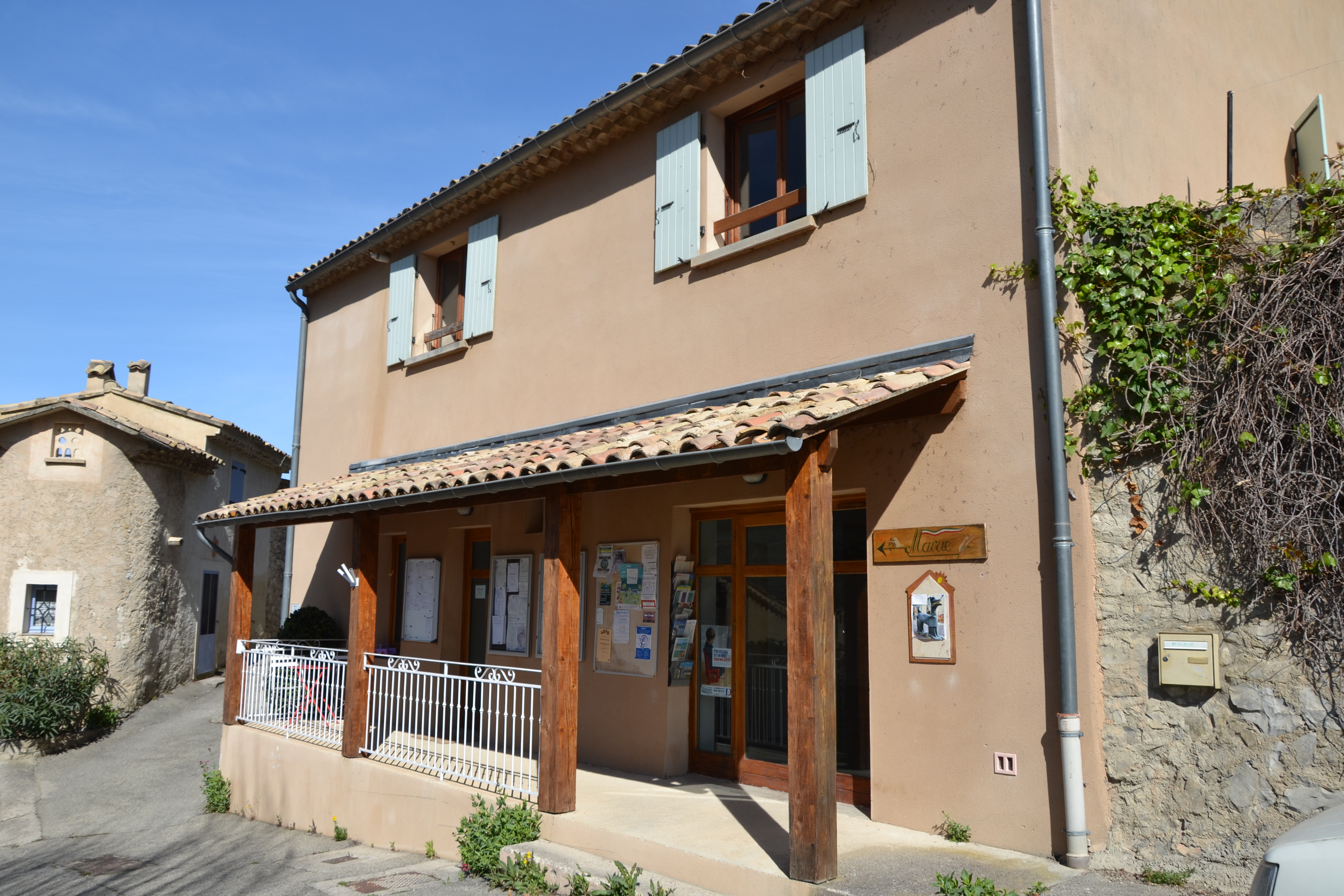
Mairie d'Arpavon.

### Liste des maires
| Période                                                                      | Période                     | Identité                         | Étiquette | Qualité       |
| ---------------------------------------------------------------------------- | --------------------------- | -------------------------------- | --------- | ------------- |
| Les données manquantes sont à compléter. : de la Révolution au Second Empire |                             |                                  |           |               |
| 1790                                                                         | 1871                        | ?                                |           |               |
| Les données manquantes sont à compléter. : depuis la fin du Second Empire    |                             |                                  |           |               |
| 1871                                                                         | 1874                        | ?                                |           |               |
| 1874                                                                         | 1878                        | ?                                |           |               |
| 1878                                                                         | 1884                        | ?                                |           |               |
| 1884                                                                         | 1888                        | ?                                |           |               |
| 1888                                                                         | 1892                        | ?                                |           |               |
| 1892                                                                         | 1896                        | ?                                |           |               |
| 1896                                                                         | 1900                        | ?                                |           |               |
| 1900                                                                         | 1904                        | ?                                |           |               |
| 1904                                                                         | 1908                        | ?                                |           |               |
| 1908                                                                         | 1912                        | ?                                |           |               |
| 1912                                                                         | 1919                        | ?                                |           |               |
| 1919                                                                         | 1925                        | ?                                |           |               |
| 1925                                                                         | 1929                        | ?                                |           |               |
| 1929                                                                         | 1935                        | ?                                |           |               |
| 1935                                                                         | 1945                        | ?                                |           |               |
| 1945                                                                         | 1947                        | ?                                |           |               |
| 1947                                                                         | 1953                        | ?                                |           |               |
| 1953                                                                         | 1959                        | ?                                |           |               |
| 1959                                                                         | 1965                        | ?                                |           |               |
| 1965                                                                         | 1971                        | ?                                |           |               |
| 1971                                                                         | 1977                        | ?                                |           |               |
| 1977                                                                         | 1983                        | ?                                |           |               |
| 1983                                                                         | 1989                        | ?                                |           |               |
| 1989                                                                         | 1995                        | ?                                |           |               |
| 1995                                                                         | 2001                        | ?                                |           |               |
| 2001                                                                         | 2008                        | Jacques Rodari                   | DVG       | agriculteur   |
| 2008                                                                         | 2014                        | Jacques Rodari                   |           | maire sortant |
| 2014                                                                         | 2020                        | Jacques Rodari                   |           | maire sortant |
| 2020                                                                         | En cours (au 27 févr. 2021) | Marc Hamard[source insuffisante] |           |               |

### Politique environnementale
La commune dispose d'une station d'épuration des eaux.

## Population et société

### Démographie
L'évolution du nombre d'habitants est connue à travers les recensements de la population effectués dans la commune depuis 1793. Pour les communes de moins de 10 000 habitants, une enquête de recensement portant sur toute la population est réalisée tous les cinq ans, les populations de référence des années intermédiaires étant quant à elles estimées par interpolation ou extrapolation. Pour la commune, le premier recensement exhaustif entrant dans le cadre du nouveau dispositif a été réalisé en 2006.

En 2022, la commune comptait 73 habitants, en évolution de −5,19 % par rapport à 2016 (Drôme : +2,64 %, France hors Mayotte : +2,11 %).
| 1793 | 1800 | 1806 | 1821 | 1831 | 1836 | 1841 | 1846 | 1851 |
| ---- | ---- | ---- | ---- | ---- | ---- | ---- | ---- | ---- |
| 360  | 260  | 288  | 340  | 328  | 339  | 303  | 337  | 346  |

| 1856 | 1861 | 1866 | 1872 | 1876 | 1881 | 1886 | 1891 | 1896 |
| ---- | ---- | ---- | ---- | ---- | ---- | ---- | ---- | ---- |
| 342  | 346  | 320  | 280  | 272  | 256  | 223  | 231  | 219  |

| 1901 | 1906 | 1911 | 1921 | 1926 | 1931 | 1936 | 1946 | 1954 |
| ---- | ---- | ---- | ---- | ---- | ---- | ---- | ---- | ---- |
| 182  | 170  | 160  | 137  | 140  | 110  | 93   | 72   | 68   |

| 1962 | 1968 | 1975 | 1982 | 1990 | 1999 | 2006 | 2011 | 2016 |
| ---- | ---- | ---- | ---- | ---- | ---- | ---- | ---- | ---- |
| 69   | 64   | 43   | 32   | 44   | 61   | 70   | 84   | 77   |

| 2021 | 2022 | - | - | - | - | - | - | - |
| ---- | ---- | - | - | - | - | - | - | - |
| 74   | 73   | - | - | - | - | - | - | - |

### Enseignement
Arpavon dépend de l'académie de Grenoble. La commune ne dispose pas d'école. Les élèves se rendent à Curnier ou Sainte-Jalle, puis à Nyons.

### Santé
Il n'y a aucun professionnel de santé sur la commune. Le médecin le plus proche se trouve à Sainte-Jalle. L'hôpital le plus proche se situe à Nyons.

### Manifestations culturelles et festivités
- Fête nationale le 14 juillet[1].

### Loisirs
- Randonnées (sentiers pédestres)[1] : GRP Tour des Baronnies Provençales[2].

### Médias
Le territoire de la commune se situe dans l'aire de diffusion de plusieurs médias :
- Presse écrite
  - Le Dauphiné libéré, quotidien régional qui consacre, chaque jour, y compris le dimanche, un ou plusieurs articles à l'actualité du canton et de la commune, ainsi que des informations sur les éventuelles manifestations locales, les travaux routiers, et autres événements divers à caractère local.
  - L'Agriculture Drômoise, journal d'informations agricoles et rurales, couvre l'ensemble du département de la Drôme.
  - Drôme Hebdo (ancien Peuple Libre), hebdomadaire chrétien d'informations.
- Presse audio-visuelle
  - France Bleu est une radio publique diffusée sur son territoire.

### Cultes
La paroisse catholique d'Arpavon dépend du diocèse de Valence, doyenné de Sahune.

## Économie

### Agriculture
En 1992 : pâturages (ovins, caprins), lavande (essence), vignes, vergers, oliviers.

### Tourisme
La commune dispose d'un camping (Ubertrop) et d'un gîte d'étape - gîte équestre (Ferme de Gros Grains).

## Culture locale et patrimoine

### Lieux et monuments

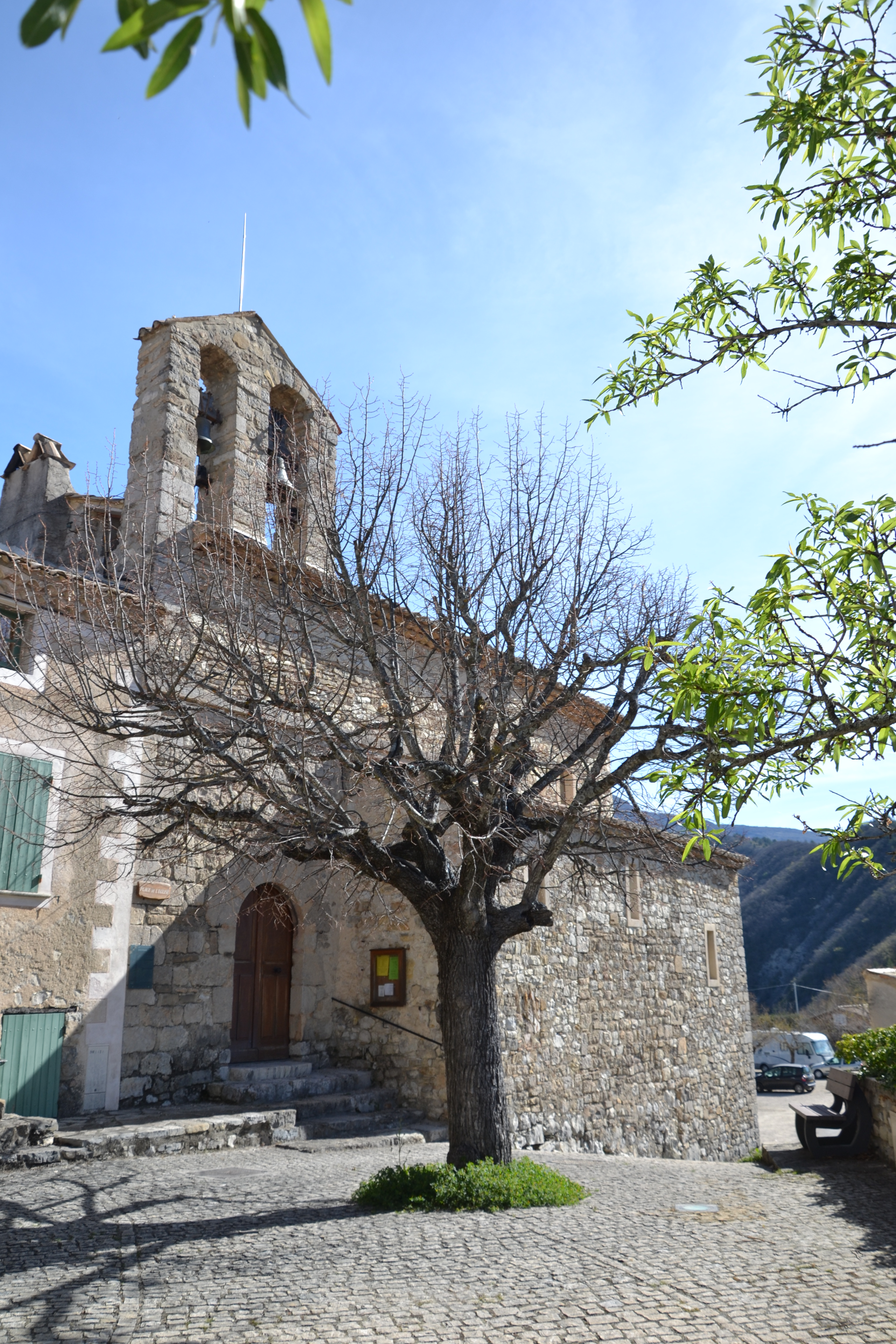
Église Saint-Étienne d'Arpavon.

- Église Saint-Étienne du XIXe siècle : inscription XIIe siècle[1].
- Chapelle votive Notre-Dame-de-Consolation du XVIIe siècle : ex-voto, riches ornements[1].
- Deux oratoires[2].

### Héraldique, logotype et devise
|  | Arpavon possède des armoiries dont l'origine et le blasonnement exact ne sont pas disponibles. |